# 高畑 (さいたま市)
高畑（たかばたけ）は、埼玉県さいたま市緑区の大字。郵便番号は336-0971。

## 地理
さいたま市緑区東部の沖積平野に位置する。綾瀬川に沿った細長いエリアで、北西から南東にかけて3キロ以上あり、地区の南端は順天堂大学病院予定地付近まで及んでいたが、2017年2月の地名変更により北部の一部を残し美園に地名変更された。これにより高畑陸橋付近の綾瀬川の左岸側に飛地化した地域が生じている。

### 河川
- 綾瀬川
- 新堀排水路[5]
- 旧伝右川 - みそのウイングシティの開発により伝右川の上流域が分断され、流域から外れている。

## 歴史
もとは江戸期より存在した武蔵国足立郡南部領に属する高畑村であった。正保〜元禄年間（1645年〜1704年）に下野田村より分村されたものと推定される。地名は開発者の名前である小田原北条氏の家人高畠三郎右衛門に因むものと云われている。
- 発足時は幕府領、1629年（寛永6年）より岩槻藩領となるが、1681年（天和元年）より再び幕府領となる[6]。
- 宝永年間（1704年〜1711年）より知行は旗本芝山氏となるが、享保年間（1716年〜1736年）より再び幕府領となる[6]。
- 1868年（慶応4年）6月19日 - 武蔵知県事・山田政則（忍藩士）の管轄となる。
- 1869年（明治2年） 
  - 1月13日 - 武蔵知県事・宮原忠英の管轄区域に大宮県を設置、同県の管轄となる。県庁は東京府馬喰町に置かれる。
  - 9月29日 - 県庁が浦和に置かれ浦和県に改称。
- 1871年（明治4年）11月13日 - 第1次府県統合により埼玉県の管轄となる。
- 1879年（明治12年）3月17日 - 郡区町村編制法により成立した北足立郡に属す。郡役所は浦和宿に設置。
- 1889年（明治22年）4月1日 - 町村制施行により高畑村が上野田村・中野田村・南部領辻村・代山村・寺山村・大崎村および染谷村の一部と合併し、野田村となる[8]。野田村の大字高畑となる[6]。
- 1956年（昭和31年） 4月1日 - 野田村・戸塚村・大門村が合併し、美園村となる[8]。美園村の大字となる。
- 1962年（昭和37年）5月1日 - 美園村のうち、旧大門村のうち差間・行衛を除く区域と旧野田村が浦和市に、旧戸塚村と旧大門村のうち差間・行衛が川口市にそれぞれ編入される[8][9]。以後浦和市の大字となる。
- 2001年（平成13年）5月1日 - 浦和市が与野市、大宮市と合併しさいたま市となり、さいたま市の大字となる。
- 2003年（平成15年）4月1日 - さいたま市が政令指定都市に移行し、さいたま市緑区の大字となる。
- 2017年（平成29年）2月18日 - 区画整理が行われていた大部分（東北道より南側）が美園に地名変更される[4]。

## 世帯数と人口
2017年（平成29年）9月1日現在の世帯数と人口は以下の通りである。
| 大字 | 世帯数 | 人口  |
| ---- | ------ | ----- |
| 高畑 | 40世帯 | 107人 |

## 小・中学校の学区
市立小・中学校に通う場合、学区（校区）は以下の通りとなる。
| 番地 | 小学校                 | 中学校                 |
| ---- | ---------------------- | ---------------------- |
| 全域 | さいたま市立野田小学校 | さいたま市立美園中学校 |

## 交通

### 鉄道
地区内に鉄道は敷設されていない。近隣の埼玉高速鉄道浦和美園駅などが利用できる。

### 道路
- 東北自動車道
- 国道122号
- 埼玉県道214号新方須賀さいたま線
  - 高畑大橋

## 施設
- さいたま市水道局南部配水場
- 埼玉県立浦和東高等学校（一部）